# Xã Waltham, Quận LaSalle, Illinois
Xã Waltham (tiếng Anh: Waltham Township) là một xã thuộc quận LaSalle, tiểu bang Illinois, Hoa Kỳ. Năm 2010, dân số của xã này là 446 người.